# TV Universitária (Recife)
TV Universitária é uma emissora de televisão brasileira sediada no Recife, capital do estado de Pernambuco. Opera no canal 11 (40 UHF digital) e é afiliada à TV Brasil. Pertence ao Núcleo de Rádio e TV Universitárias da Universidade Federal de Pernambuco, do qual também fazem parte as rádios Paulo Freire e Universitária FM. Foi inaugurada em 1968, sendo a primeira emissora de TV educativa criada no país.

## História
A TV Universitária foi criada em 22 de novembro de 1968, como veículo integrante do Núcleo de TV e Rádios, com a finalidade de ampliar os horizontes da informação, cultura e educação. Na época, a TV era o meio de comunicação que mais crescia, segundo a UNESCO, e o Brasil estava entre os dez países com o maior número de aparelhos de televisão. O Nordeste possuía 200 mil televisores residenciais e, mesmo fazendo parte de uma das regiões mais pobres do país, essas estatísticas foram utilizadas como justificativa para implantação do canal em Pernambuco, de acordo com o relatório "Televisão Universitária - Canal 11", sobre a implantação da emissora.
Ainda segundo o documento, o analfabetismo atingia 50% da população e era o mesmo índice de habitantes em idade escolar. Para educar e formar essa parcela da sociedade que estava distante dos centros de educação, a TVU foi criada por ter um alcance maior.

## Sinal digital
| Canal virtual | Canal digital | Resolução de tela | Programação                                           |
| ------------- | ------------- | ----------------- | ----------------------------------------------------- |
| 11.1          | 40 UHF        | 1080i             | Programação principal da TV Universitária / TV Brasil |

A emissora iniciou suas transmissões digitais em 13 de abril de 2017, através do canal 40 UHF.
Transição para o sinal digital
Com base no decreto federal de transição das emissoras de TV brasileiras do sinal analógico para o digital, a TV Universitária, bem como as outras emissoras do Recife, cessou suas transmissões pelo canal 11 VHF em 26 de julho de 2017, seguindo o cronograma oficial da ANATEL. Ao contrário das demais emissoras, a emissora só encerrou suas transmissões horas depois, já na madrugada de 27 de julho.